# Ouzilly
Ouzilly es una comuna francesa situada en el departamento de Vienne, en la región de Nueva Aquitania.

## Demografía
| 660 | 655 | 641 | 681 | 649 | 706 | 939 |
| Para los censos de 1962 a 1999 la población legal corresponde a la población sin duplicidades (Fuente: INSEE [Consultar]) |     |     |     |     |     |     |